# Alfredo Santaelena
Alfredo Santa Elena Aguado (Madrid, 13 de octubre de 1967), también conocido como Alfredo Santa Elena o simplemente Alfredo, es un exfutbolista y entrenador español. Actualmente colabora en Tablero deportivo de Radio Nacional de España, comentando los partidos del Atlético de Madrid.

## Carrera

### Como jugador
Alfredo Santa Elena debutó en 1987 se formó en equipo modesto de la Tercera División, el Pegaso Tres Cantos. Un año después debutaría en Segunda División B al ser traspasado al Getafe Club de Fútbol, equipo en el cual llega a jugar en la selección española sub-21
En 1989 llegaría el momento más importante de la carrera de Alfredo cuando el Atlético de Madrid, un equipo de Primera División, le fichó. Santa Elena relató de la siguiente forma su fichaje por el Atlético en una posterior entrevista:
"Estaba en el Getafe. Jugamos un amistoso en Las Margaritas con el Atleti. Al acabar, Gil baja al vestuario y pregunta por mí. Yo estaba en la ducha y me dicen "te busca Gil". Entonces salí, con la toalla y Gil me dijo "Joder, pero si en el campo pareces más grande. Pásate mañana por las oficinas del club que te vamos a fichar para el Atleti".

En ese equipo comenzó a forjarse como jugador, disputando como titular la mayoría de los partidos y destacando en su posición. Su mejor momento en el club colchonero llegaría el 29 de junio de 1991, cuando ganó su primer trofeo como jugador, la Copa del Rey. En un partido frente al RCD Mallorca en el que se llegó a la prórroga, Alfredo marcó el único gol del encuentro y fue el hombre clave del partido. En 1992 su equipo repetiría la victoria, venciendo en la final al Real Madrid en el Derby madrileño disputado en el Estadio Santiago Bernabéu.
En 1993 fichó por el Deportivo de la Coruña junto con Donato. En 1995 ganaría con dicho equipo la Copa del Rey, venciendo al Valencia en una final en la que Alfredo, que empezó ese partido en el banquillo, marcó el gol de cabeza decisivo para la victoria por 2-1 del equipo coruñés. Posteriormente, ganaría también la Supercopa de España.
A mediados de temporada, en 1997 Alfredo fue traspasado al Sevilla FC, en el que jugó hasta la temporada 2000/01; donde volvió al Getafe y terminó en la 2001/02 como jugador del Pegaso Tres Cantos, retirándose en este último, como jugador de fútbol profesional, con 200 partidos y 7 goles en su haber.

## Como entrenador
Alfredo inició su carrera como entrenador en el mismo club donde comenzó como jugador, el Pegaso Tres Cantos. Allí permaneció durante 3 temporadas, y en la temporada 2003-04 estuvo a punto de ascender a su equipo a Segunda División B. Sin embargo, y a pesar de que su equipo permaneció invicto en la fase final, el doble valor de los goles fuera de casa provocó que cayese eliminado en el partido final ante el Marino de Luanco por 2-2.
Después de su etapa en el Pegaso, Alfredo fichó por el Cobeña en 3.ª división y consiguió el ascenso frente al Deportivo de la Coruña B, en una final en la que el C.D Cobeña se quedó con 9 jugadores durante 25 minutos. La temporada siguiente continuó al frente del Cobeña en 2.ª B, pero no pudo evitar el descenso del mismo a Tercera tras quedar en decimoctavo lugar. Posteriormente dirigió al Club Deportivo Ciempozuelos, quedando campeones del grupo VII de 3.ª División , equipo al que casi logró ascender a Segunda División B tras perder en el último partido por el ascenso.
El 14 de enero de 2009 fue nombrado entrenador del Ibiza, club balear de la Segunda división B.
En la temporada 2009/2010 dirige a la Unión Deportiva Marbella, a la que llega en febrero para intentar eludir el descenso de categoría. En la temporada siguiente entrena al Fútbol Alcobendas Sport, del grupo madrileño de la Tercera División Nacional con que el que estuvo a punto de ascender a la segunda división B tras ser eliminado por el Arandina CF.
En la temporada 2011/12 Alfredo Santaelena regresa al Atlético de Madrid como entrenador del Segundo Filial (Tercera, Grupo 7). 
Después, entrenó al Atlético de Madrid B en la temporadas 2012-2014.
En noviembre de 2014 se convierte en segundo entrenador de Claudio Barragán en el Cádiz Club de Fútbol. Ambos ocuparán los sitios que dejan libres Antonio Calderón y Chico Segundo en el conjunto amarillo.
El 17 de noviembre de 2016, fue nombrado entrenador de la UD San Sebastián de los Reyes, sustituyendo a Diego Montoya, que fue sustituido. El equipo franjirrojo milita actualmente en Segunda División B. 
Entre 2018 y 2020 entrenó a la selección China U14 consiguiendo 2 torneos a nivel internacionales compitiendo contra equipos como el Málaga. 
El 16 de enero de 2020, se convierte en entrenador del Fútbol Alcobendas Sport, al que regresa 10 años después.
El 2 de julio de 2020, firma por el DUX Internacional de Madrid de la Segunda División B de España. En la temporada 2020-21, logra el ascenso a la Primera División RFEF y en la temporada 2021-22 mantiene la categoría. 
En septiembre de 2022, el conjunto madrileño renuncia a su plaza en la Primera División RFEF, quedando libre de su contrato.
El 4 de octubre de 2022, firma por el Club de Fútbol Rayo Majadahonda de la Primera Federación, para sustituir a Diego Nogales.
El 16 de octubre de 2023, firma por el San Fernando C. D. de la Primera Federación.
El 29 de abril de 2024, es destituido como entrenador del San Fernando C. D.
El 28 de junio de 2024 se anuncia como entrenador del CD Toledo por un año, en donde tratara de conseguir el ascenso a Segunda RFEF.

## Clubes

### Como jugador
| Club                   | País   | Año       |
| ---------------------- | ------ | --------- |
| Pegaso Tres Cantos     | España | 1987-1988 |
| Getafe CF              | España | 1988-1989 |
| Atlético de Madrid     | España | 1989-1993 |
| Deportivo de la Coruña | España | 1993-1997 |
| Sevilla FC             | España | 1997-2001 |
| Getafe CF              | España | 2000-2001 |
| Pegaso Tres Cantos     | España | 2001-2003 |

### Como entrenador
| Club                            | País   | Año       |
| ------------------------------- | ------ | --------- |
| Pegaso Tres Cantos              | España | 2003-2006 |
| CD Cobeña                       | España | 2006-2007 |
| CD Ciempozuelos                 | España | 2007-2008 |
| Unión Deportiva Ibiza           | España | 2009      |
| UD Marbella                     | España | 2009-2010 |
| Fútbol Alcobendas Sport         | España | 2010-2011 |
| Club Atlético de Madrid "C"     | España | 2011-2012 |
| Club Atlético de Madrid B       | España | 2012-2014 |
| Cádiz CF (segundo entrenador)   | España | 2014-2015 |
| UD San Sebastián de los Reyes   | España | 2016-2018 |
| Fútbol Alcobendas Sport         | España | 2020      |
| DUX Internacional de Madrid     | España | 2020-2022 |
| Club de Fútbol Rayo Majadahonda | España | 2022-2023 |
| San Fernando C. D.              | España | 2023-2024 |
| C.D. Toledo                     | España | 2024-     |

## Palmarés

### Como jugador

#### Torneos nacionales
| Título              | Club                   | País   | Año  |
| ------------------- | ---------------------- | ------ | ---- |
| Copa del Rey        | Atlético de Madrid     | España | 1991 |
| Copa del Rey        | Atlético de Madrid     | España | 1992 |
| Copa del Rey        | Deportivo de La Coruña | España | 1995 |
| Supercopa de España | Deportivo de La Coruña | España | 1995 |